# ライスドリーム
ライスドリーム（Rice Dream）とは、アメリカで開発された玄米を主原料とした飲料。
有機玄米の胚乳を中心に、紅花油、海塩等を原材料としている。僅かにまろやかな甘さであるが、脂質は殆ど無い為に、喉越しの良いさっぱりとした味わいになっている。乳製品では無く砂糖も使用されていない為、乳製品や脂質にアレルギーを持っている人間にも、問題なく飲む事が出来、発祥地であるアメリカでは、主に肥満に悩んでいる者、または肉や魚を好まないベジタリアンを対象に大ヒットし、牛乳に代わって飲まれている事が多いとされている。
近年では日本にも注目され、アメリカから輸入されているものがオーガニックショップ等で販売されているが、価格は牛乳や豆乳等よりも高価になっており、日本での需要の少なさも、価格が高価である理由の一つとなっている。また現在の所、日本で製造されたライスドリームに似た飲料は存在しないが、これはライスドリームがアメリカの特許製法で作られ、日本で模倣して作る事は不可能だからである。
そのまま飲むほか、アイスクリームやプリン等、デザートの原料としても利用出来る。